# Kokàrevka
Kokàrevka (en rus: Кокаревка) és un poble (un khútor) de l'óblast de Vorónej, a Rússia, segons el cens del 2010 tenia 415 habitants.